# Parco nazionale di Charyn
Il parco naturale nazionale di Charyn (in kazako Шары́н мемлекетті́к ұлтты́қ табиғи́ паркі́?) è un parco nazionale istituito nel 2004 dalla Risoluzione N° 213 del governo della Repubblica del Kazakistan il 23 febbraio  2004. È situato in Kazakistan, a cavallo dei distretti di Eñbekşıqazaq, Raiymbek e Ūiğyr della regione di Almaty. La Risoluzione n° 21 del governo della Repubblica del Kazakistan, «Sull'allargamento del territorio del Parco Naturale Nazionale di Charyn», del 6 febbraio 2009, ha portato all'ingrandimento del territorio del parco, che è passato così da una superficie di 93.150 ettari ad una di 127.050.

## Geografia
Situato a 193 km di distanza da Almaty, il parco è suddiviso in due zone funzionalmente distinte:
- la riserva, di 9671 ettari;
- la parte regolamentata, che si estende su 83.479 ettari.

Il canyon di Charyn (soprannominato anche la «Valle dei castelli») è una formazione geologica dove sono osservabili i processi di formazione del rilievo; la sua spettacolarità ne fa un'attrazione particolare per il turismo e le attività ricreative. Oltre che alla zona del canyon, il parco si estende sulla valle desertica di Syugaty, sui monti Ulken-Buguty e su alcuni appezzamenti di steppa.
Il clima del parco è desertico continentale. La temperatura annua media è di 5 °C. La temperatura media è di -5 °C in gennaio e di 27 °C in luglio. Le precipitazioni annue si aggirano intorno ai 150 mm. Il parco sperimenta un periodo di gelo di 60 giorni all'anno ed uno di aridità di 40 giorni.

## Flora e fauna
La fauna del parco comprende 36 specie di mammiferi, 200 specie di uccelli (di cui 111 nidificanti nel parco), 18 specie di rettili, compreso il Phrynocephalus versicolor, 10 specie di pesci e, come rappresentante degli anfibi, la Rana asiatica. Sul territorio del parco è presente inoltre una grande varietà di insetti.
Nel settore orientale dei monti Ulken-Buguty, «Piccolo Buguty», vivono le gazzelle gozzute, inserite nel Libro rosso della Repubblica del Kazakistan, così come lo stambecco siberiano e il falco sacro.
Sul territorio del parco si trova anche una rara specie di albero, il Fraxinus sogdiana, una specie risalente al Paleogene e protetta dall'UNESCO. Protetta dal 1964, questa specie di albero è oggetto di cure speciali e di programmi di rimboschimento.
Oltre al Fraxinus sogdiana, il parco presenta una flora molto diversificata, costituita da oltre 940 specie di piante; tre di queste sono inserite sul Libro rosso: l'Oxytropis niedzweckiana, la Ferula sugatensis e la Galatella saxatilis.

## Turismo
Molto attraente per la sua diversità e i suoi paesaggi, il parco è stato progettato per consentire l'accesso ai visitatori, specialmente grazie alla creazione di percorsi turistici, sia terrestri che acquatici. Oltre alle attività di accoglienza dei visitatori, le autorità del parco hanno anche come obiettivo la conservazione della natura e il ripristino dell'ecosistema; è stata intrapresa con successo la reintroduzione del cervo di Bukhara, inserito sul Libro rosso del Kazakistan e sulla Lista rossa della IUCN; allo stesso modo, è in corso un progetto di allevamento in cattività per promuovere la riproduzione di rare specie di uccelli. Questi progetti potrebbero ricevere il sostegno di organizzazioni internazionali.